# Кружево Байе

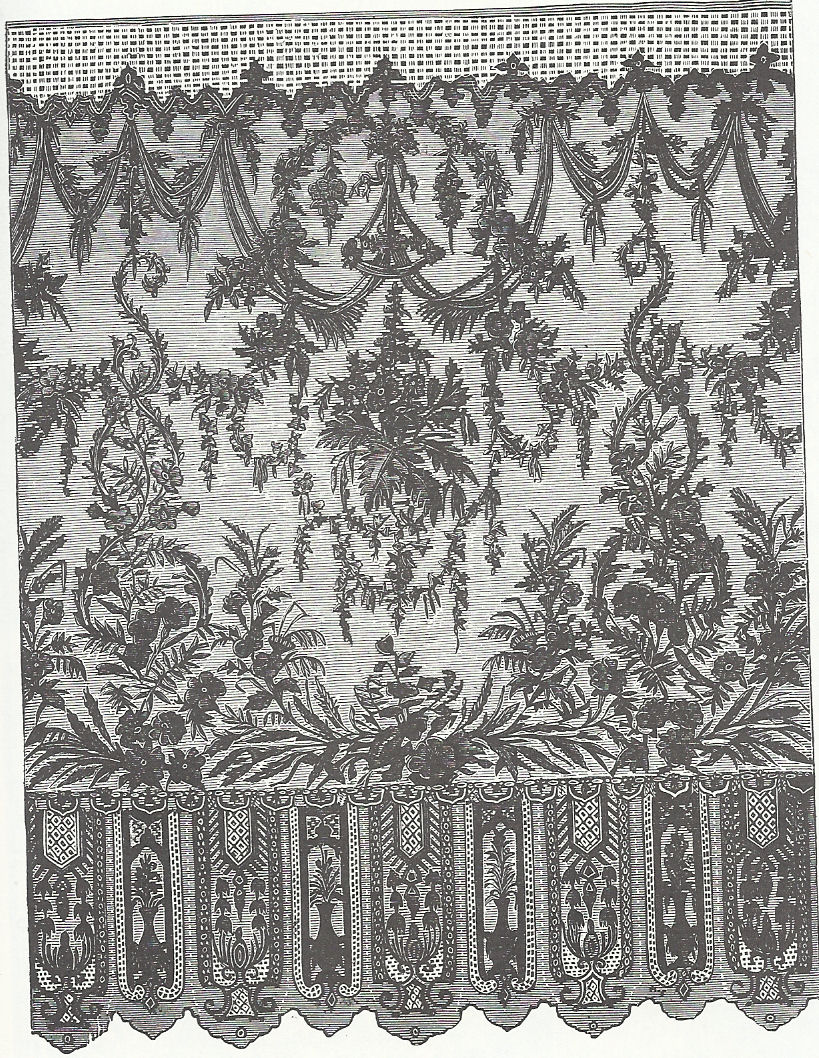
Кружево из Байе, конец XIX века.

Кружево  Байе — это коклюшечное кружево, которое производили в Байе в Нормандии, Франция.

## История
Кан был одним из главных центров кружевоплетения Байё. 
Кружевная традиция Байё насчитывает более трехсот лет. 
Франсуа де Несмон, в то время епископ Байё, привез в город двух монахинь из Руана, сестру Мари Лепарфе и сестру Элен Ковин, которым он доверил управление отделением для детей, которым оказывается помощь, и который научил местных монахинь обращаться с коклюшками  . 
Затем монастырские школы  стали популярными благодаря монахиням, которые обучали учениц. 
24 января 1684 года Франсуа де Несмон издает постановление Ассоциации помощи бедным, в котором он назначает дам с поручением: «наблюдайте за маленькими девочками, которые заботятся о кружевах, и находите работу для тех, у кого ее нет» . Эти дамы из дворян руководят работой мастерской и присматривают за доверенными им рабочими.
С XVIII века производство кружева больше не ограничивается деятельностью, практикуемой в благотворительных учреждениях, но религиозные фабрики остаются учебными центрами для кружевниц. 

В 1758 году важным занятием для города стало кружевоплетение: 
У нас действительно есть кружевные фабрики, не говоря уже 1200 кружевниц разбросанных по всему городу, пригородам и окрестностям  .
Великая французская революция затормозила  развитие кружевной отрасли. Монахини, руководившие гончарной школой и школой Пети-Бюро, были отстранены от работы с 1793 по 1800 год. Однако производство и торговля кружевами возобновились в начале XIX века. 
В 1824 году в Байё насчитывалось более двадцати пяти компаний, двумя основными из которых были Maison Tardif и Maison Carpentier-Delamare  . 
В середине XIX века кружевоплетение достигло своего пика, когда в округе работало 15 000 кружевниц, получавших от 50 centimes до 1,25 francs в день, что обеспечивало объем  производства от 8 до 12 миллионов штук кружевных изделий в год  . 
С XIX века, кружева из Байё регулярно награждаются на парижских выставках: Дом Tardif получает серебряную медаль, а Дом Carpentier-Delamare бронзовую медаль Лувра в 1819 году, затем серебряную (1823) и золотую (1827) медали.
Промышленность ручного кружева исчезла в результате появления механического производства кружева на закате Второй империи. 
Тем не менее, традиция сохраняется на протяжении всего XX века, благодаря деятельности Школы кружева Maison Lefébure, которую с 1982 года носит название Консерватории кружева Байё.
Вслед за другими производителями кружев в Байё последним в 1973 году закрылся Дом Lefebure.
Консерватория кружева Байё, расположенная в Доме Адама и Евы, обозначает свою цель, как  передачу исключительного ноу-хау кружевниц из Байё. Милен Сальвадор, магистр искусств, взяла на себя руководство данной культурной институцией. Под её руководством Консерватория также стала местом исследований и творчества великих французских кутюрье. В то же время отношения, которые Консерватория поддерживает с такими художниками, как Аннет Мессаже, Гада Амер или Мария Ханенкамп, приводят к созданию подлинных современных произведений искусства.

### Торговый дом La maison Tardif
В 1740 году господин Клеман, родом из Кана, переехал в Байё, чтобы создать там кружевную фабрику. У него в качестве сотрудника, затем помощника и с 1755 года преемника трудился Чарльз Тардиф. Его сын, Жан-Шарль-Бернарден (1755-1812), вступил во владение фабрикой вместе с двумя своими сестрами, Мари-Роуз-Томас и Мари-Анн-Шарлоттой. Компания принимает название «Покойный старший сын и сестры». 
В 1811 году мэр Жена-Дюомм заказал подарок от Дома Maison Tardif для императрицы Австрии Марии-Луизы, которая проезжала через Байё с Наполеоном Бонапартом 16 июня 1811 года. Подарок императрице состоял из детской фаты и платья из кружева на коклюшках, предназначенных для их сына Наполеона Франсуа Жозефа Шарля Бонапарта, родившегося 20 марта 1811 года. 
Компания Maison Tardif продолжила свое развитие под руководством Жана-Шарля-Бернардена, который стал важной фигурой в Байё. Он  инвестировал средства в производство фарфора, участвовал в создании ткацкой мастерской и рисовальной школы для мастеров и оказывал финансовую помощь муниципалитету . Когда он умирает 22 августа 1812 года, Городской совет решает назвать его именем улицу (которая существует и в XXI веке). Его брат Александр Тардиф сменил его в делах компании и одновременно осуществлял политическую карьеру.

### Дом Carpentier-Delamare

#### Дом Lefebure
В 1829 году  Карпентье продала свою кружевную фабрику Огюстену-Рене Лефебюру (1798-1869), родом из Бове . Фабрика располагалась по адресу улица Сен-Жан, 14, а затем переместилось на улицу Генерал-де-Дэ, дом 49. 
Под влиянием Огюстена (по прозвищу Огюст) производство было ориентировано на индустрию роскоши. Огюст изобретает новое кружево. Его фабрика делает кружева, которые конкурируют с кружевами Шантильи, а также с испанскими мантильями.

Огюст основал компанию Auguste Lefebure et fils, которая переехала в Париж, на улицу Клери  . Он продолжал работать с кружевницами Байё, владея при этом мастерскими в Шербуре и Лотарингии: 
«В Байе мы производим, в отличие от Алансона ,  алансонские кружева, для которого мы используем льняную нить»  . 
В 1849 году Огюст  получил Рыцарский крест ордена Почетного легиона  Он также является обладателем медали Святой Елены .
В 1869 году Эрнест Лефебюр (1835-1913), чьё имя носит улица в Париже, и его брат Анатоль сменили своего отца во главе компании. 
Эрнест Лефебюр продолжает предпочитать традицию изготовления кружев вручную механическому кружевоплетению . Он работает над признанием кружева как предмета искусства  и пишет мемуары об истории кружева Байё и работах по кружеву и вышивке. Он также является секретарем Центрального союза декоративно-прикладного искусства  . 
В конце XIX века Дом Lefébure был известен своей качественной продукцией алансонского кружева, предназначенного для высшего среднего класса, аристократии и королевских семей и вначале располагался в Париже на бульваре Пуассоньер, 15, а затем на улице Кастильоне, 8.
Эрнест Лефебюр был произведен в офицеры ордена Почетного легиона в 1889 году  . Он был католическим активистом, членом совета директоров Union fraternelle du commerce et de l'industrie, основанного в 1891 году и возглавляемого Леоном Хармелем  . Эрнест Лефебюр основал в конце 1897 года и возглавлял до 1902 года еще одно объединение работодателей — Торгово-промышленный союз социальной защиты, просуществовавшее до конца 1930-х годов.
Затем его сын Огюст управлял Домом Lefébure, пока он не был закрыт в 1932 году  из-за конкуренции со стороны промышленного производства кружева. Огюст был муниципальным советником Парижа, представляя район Вандомской площади, с 1919 года до своей смерти в 1936 году и вице-президентом этого совета в 1928 году  .

## Виды
В XIX столетии в Байё производили удивительные по красоте коклюшечные кружева: «канские блонды», «шантильи», «байёнское кружево» и шитые иглой кружева: «кольбер», «алансон» и «аржантан».
С начала XIX века под руководством Огюста Лефебюра здесь производилось три вида кружев:

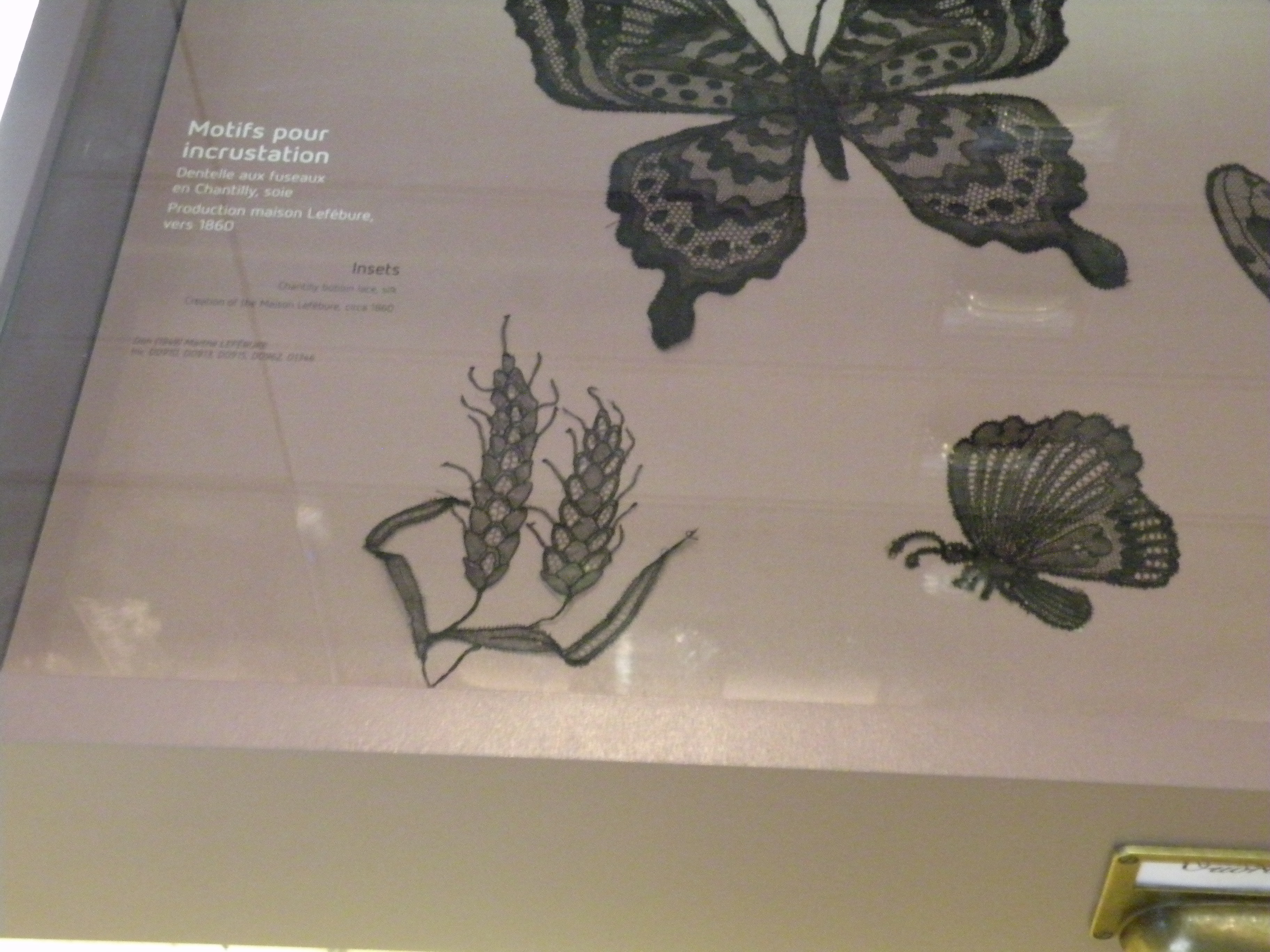
Кружева. Часть экспозиции музея барона Жерара в Байе.

- оригинальная blonde de Caen, с вкраплениями пуэн-деспри в паутинной земле и намеком на изогнутые лепестки блестящего белого шелка по краю;
- blonde mate (как матовая, гладкая плотная текстура) в испанском стиле, изготовленная в 1829 году;
- grillé blanc (по-французски означает сетка или решетка, полустежок), форма белого кружева шантильи, модная в 1800-1820 годах, с нежной простой основой, с цветочными ветками, выполненными полустежком, с использованием шелка или льна.

С 1850-х годов производилось в основном черное кружево. 
Эти кружева могут быть представлены в виде отрезков лент или воланов для сборки, но есть и шали, палантины, мантильи, шарфы, бороды, отделка для зонтов или вееров, столько же модных предметов и аксессуаров. 

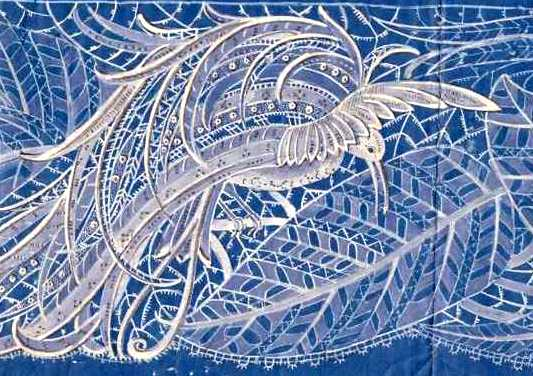
Дом кружева Лефебюр, подготовительный рисунок около 1900 г. Музей барона Жерара в Байе

## Экспонирование
Музей барона Жерара в Байё является справочной общественной коллекцией в  области кружевоплетения данного региона.

## Современность
В путеводителях  о Байё пишут, что в этом городе всегда можно посмотреть, как мастерицы выплетают настоящее нормандское кружево.  В 2012 году в небольшом помещении  проходил мастер-класс по коклюшечному плетению, был небольшой музей по истории кружевного ремесла в Байё, действовал магазин, в котором можно было купить настоящие кружева и старинные кружевные сколки.
Училище кружевоплетения Байё гордится тем, что в его стенах появился  выдающийся образец современного байёнского коклюшечного кружева. Экран для веера в 1989 году сплела Сильвия Маллар (Silvie Mallard) для участия в конкурсе «Лучшая мастерица Франции».